# Turrilina
Turrilina es un género de foraminífero bentónico de la familia Turrilinidae, de la superfamilia Turrilinoidea, del suborden Buliminina y del orden Buliminida. Su especie tipo es Turrilina asiatica. Su rango cronoestratigráfico abarca desde el Bartoniense (Eoceno medio) hasta el Oligoceno inferior.

## Discusión
Clasificaciones previas incluían Turrilina en el suborden Rotaliina del orden Rotaliida.

## Clasificación
Turrilina incluye a las siguientes especies:
- Turrilina asiatica †
- Turrilina andreaei †
- Turrilina angulata †
- Turrilina brevispira †
- Turrilina cunaschirensis †
- Turrilina hadra †
- Turrilina lacrima †
- Turrilina meata †
- Turrilina robertsi †
- Turrilina turbinata †
- Turrilina turcomanica †